# Xymene
Xymene is een geslacht van weekdieren uit de klasse van de Gastropoda (slakken).

## Soorten
- Xymene coctor Marwick, 1948 †
- Xymene convexus (Suter, 1909)
- Xymene drewi (Hutton, 1882) †
- Xymene erectus (Suter, 1909)
- Xymene expansus (Hutton, 1882) †
- Xymene huttonii (R. Murdoch, 1900)
- Xymene lepida (Suter, 1917) †
- Xymene moniliferus (Hutton, 1885) †
- Xymene plebeius (Hutton, 1873)
- Xymene pulcherrimus (Suter, 1917) †
- Xymene pumilus (Suter, 1899)
- Xymene teres (Finlay, 1930)
- Xymene waitemataensis (Powell & Bartrum, 1929) †
- Xymene warreni Ponder, 1972